# Баді III
Баді III аль-Ахмар (*араб. بادي الثالث; бл.1680  — 1716) — 15-й макк (султан) Сеннару в 1692—1716 роках.

## Життєпис
Походив з династії Фунджі. Син макка Унсала II. Посів трон 1692 року. Невдовзі проти нього повстав якийсь родич Авкал, якого Баді III швидко переміг. Згодом за допомою шейхів арабського племені абдалабі придушив повстання сановника Ірбаба.
У 1699—1705 роках з перемінним успіхом воював з Ефіопією. 1706 року замирився з негусом Тевофлосом. Помер 1716 року. Йому спадкував брат Унсал III.